# 索什尼基
51°14′8″N 26°5′44″E / 51.23556°N 26.09556°E
索什尼基（烏克蘭語：Сошники），是烏克蘭西北部的村莊，隸屬里夫內州的瓦拉什區。該村始建於1629年，面積11.1平方公里，海拔高度174米，2001年人口510，人口密度每平方公里45.9人。